# Needham (Massachusetts)
Needham es un pueblo ubicado en el condado de Norfolk en el estado estadounidense de Massachusetts. En el Censo de 2010 tenía una población de 28.886 habitantes y una densidad poblacional de 877,01 personas por km².

## Geografía
Needham se encuentra ubicado en las coordenadas 42°16′55″N 71°14′30″O / 42.28194, -71.24167. Según la Oficina del Censo de los Estados Unidos, Needham tiene una superficie total de 32.94 km², de la cual 31.82 km² corresponden a tierra firme y (3.39%) 1.12 km² es agua.

## Demografía
Según el censo de 2010, había 28.886 personas residiendo en Needham. La densidad de población era de 877,01 hab./km². De los 28.886 habitantes, Needham estaba compuesto por el 90.79% blancos, el 1% eran afroamericanos, el 0.04% eran amerindios, el 6.09% eran asiáticos, el 0.03% eran isleños del Pacífico, el 0.44% eran de otras razas y el 1.62% pertenecían a dos o más razas. Del total de la población el 2.14% eran hispanos o latinos de cualquier raza.